# Stari Trojany
Stari Trojany (ukrainisch Старі Трояни; russisch Старые Трояны Staryje Trojany, rumänisch Traian Veche) ist ein Dorf im Budschak im  Südwesten der ukrainischen Oblast Odessa mit etwa 2200 Einwohnern (2001).

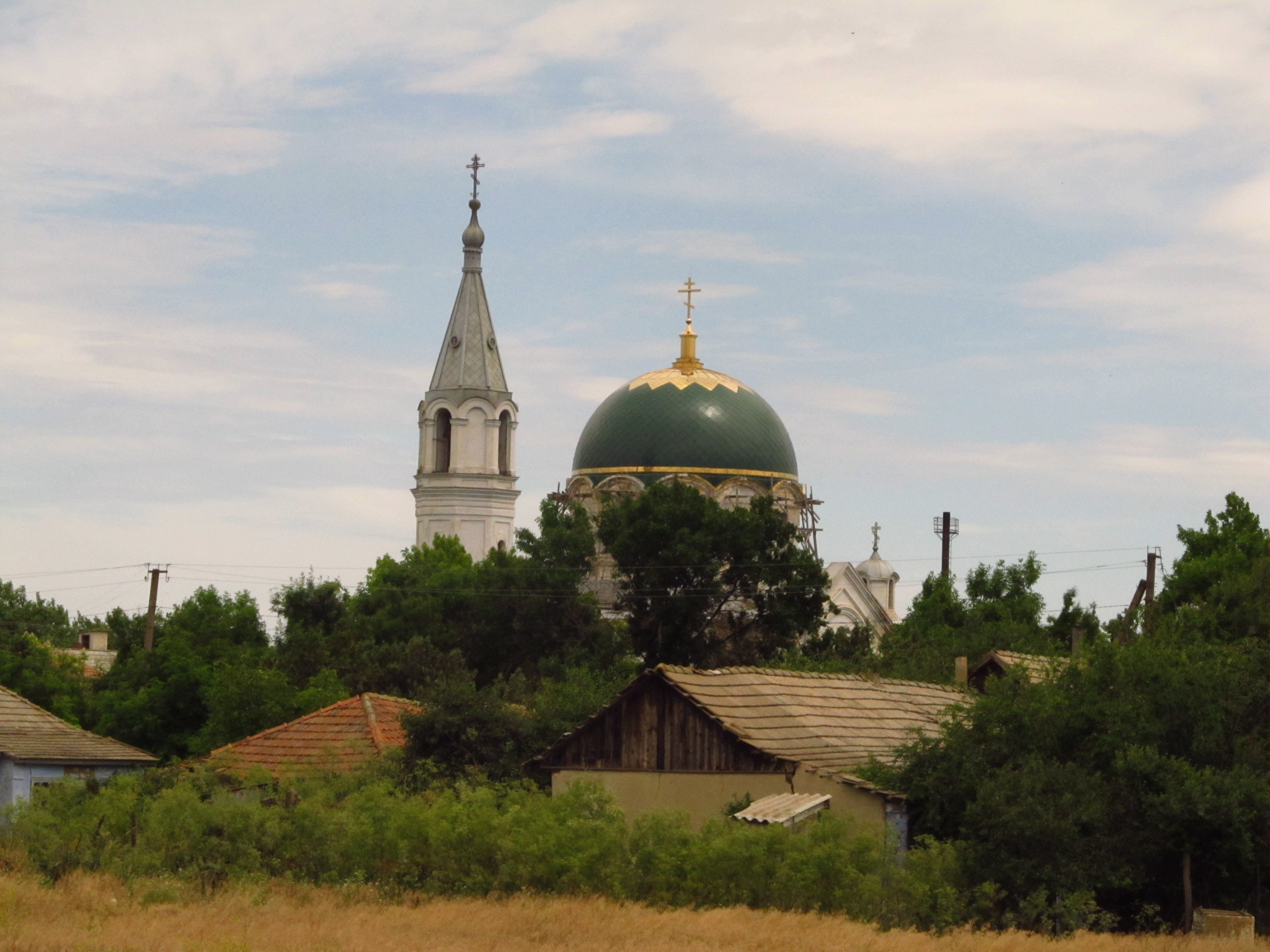
Blick über Stari Trojany auf die orthodoxe Dorfkirche

Die Ortschaft liegt auf einer Höhe von 44 m am nordwestlichen Ufer des Kytaj-Sees (ukr. Китай (озеро)), 30 km nördlich vom ehemaligen Rajonzentrum Kilija und etwa 185 km südwestlich vom Oblastzentrum Odessa.
Nördlich vom Dorf verläuft die Fernstraße M 15/E 87.

## Geschichte
Das Dorf wurde 1817 bzw. 1818/19 von bulgarischen Siedlern im Gouvernement Bessarabien innerhalb des Russischen Kaiserreichs gegründet.
Nach dem für Russland verlorenen Krimkrieg kam die Ortschaft, mit dem Gebiet um Cahul, Bolgrad und Ismail, in dem sie lag, 1856 an das Fürstentum Moldau, um nach dem folgenden Russisch-Osmanischen Krieg 1878 wieder an das Russische Reich zu fallen. Nach der Oktoberrevolution verlor Russland Bessarabien, dass sich 1917 zur Demokratischen Moldauischen Republik erklärte und im gleichen Jahr freiwillig dem Königreich Rumänien anschloss.
Nach der Besetzung Bessarabiens durch die Sowjetunion 1940 lag Stari Trojany im Rajon Ismajil der Oblast Akkerman (ab dem 7. August 1940 Oblast Ismajil) in der Ukrainischen SSR. Zu Beginn des Deutsch-Sowjetischen Krieges kam das Dorf 1941 erneut an Rumänien. Nachdem der Rückeroberung Bessarabiens durch die Rote Armee 1944, lag das Dorf wieder in der ukrainischen Oblast Ismajil, die 1954 in der Oblast Odessa aufging. Nach dem Zerfall der Sowjetunion 1991 wurde Stari Trojany Bestandteil der unabhängigen Ukraine.
Am 12. Juni 2020 wurde das Dorf ein Teil der Siedlungsgemeinde Katlabuh; bis dahin bildete es zusammen mit der südwestlich vom Dorf an der Bahnstrecke Arzys–Ismajil gelegenen Ansiedlung Dsynilor (ukrainisch Дзинілор) die Landratsgemeinde Stari Trojany (Старотроянівська сільська рада/Starotrojaniwska silska rada) im Norden des Rajons Kilija.
Seit dem 17. Juli 2020 ist es ein Teil des Rajons Ismajil.